# Frangos Catellanos
Frangos Catellanos (en grec moderne : Φράγκος Κατελάνος) est un peintre du XVIe siècle originaire de Thèbes et un des maîtres de l'art post-byzantin.

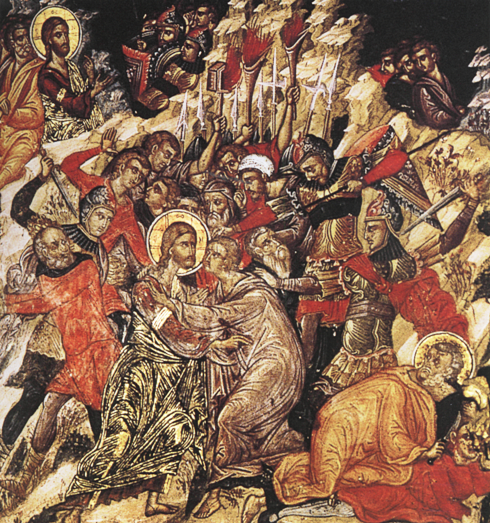
La trahison de Judas, fresque du catholicon de Varlaam.

Il a décoré l'église du monastère chrétien orthodoxe de Varlaam, qui fait partie des monastères des Météores, de très belles fresques représentant le jugement dernier.
La chapelle athonite de Saint-Nicolas au monastère de la Grande Laure du Mont Athos fut la seule œuvre signée par lui en 1560, selon nos connaissances actuelles. D'autres œuvres que la recherche lui attribue sont le catholicon du monastère de Zavorda à Grevená, le naos du catholicon de Varlaam aux Météores, la Vierge Rassiotissa à Kastoria ainsi que le narthex du monastère des Philanthropinon dans l'île d'Ioannina.
Sa peinture est caractérisée par un grand éclectisme, puisé notamment dans l'art des Paléologues. Le style, qui diverge assez nettement de celui des peintres contemporains de l'école crétoise, s'avère moins linéaire et plus coloriste,.